# 2006-os MTV Movie Awards
A 2006-os MTV Movie Awards díjátadó ünnepségét 2006. június 3-án tartották a kaliforniai Sony Pictures Studios-ban, a házigazda Jessica Alba volt. A gála leadása később, június 8-án volt. A műsort az MTV csatorna közvetítette.

## Díjazottak és jelöltek
A nyertesek a táblázat első sorában, félkövérrel vannak jelölve.
| Legjobb film | Áttörő előadás |
| --- | --- |
| - Ünneprontók ünnepe - 40 éves szűz - Batman: Kezdődik! - King Kong - Sin City – A bűn városa | - Isla Fisher – Ünneprontók ünnepe - André 3000 – Négy tesó - Annasophia Robb – Egy kutya miatt - Jennifer Carpenter – Ördögűzés Emily Rose üdvéért - Romany Malco – 40 éves szűz - Taraji P. Henson – Nyomulj és nyerj! |
| Legjobb színész | Legszexibb alakítás |
| - Jake Gyllenhaal – Brokeback Mountain – Túl a barátságon - Joaquin Phoenix – A nyughatatlan - Rachel McAdams – Éjszakai járat - Steve Carell – 40 éves szűz - Jeff Daniels – Egy kutya miatt - Reese Witherspoon – A nyughatatlan                                                           | - Jessica Alba – Sin City – A bűn városa - Beyoncé Knowles – A rózsaszín párduc - Jessica Simpson – Hazárd megye lordjai - Csang Ce-ji – Egy gésa emlékiratai - Rob Schneider – Tök alsó 2. |
| Legjobb hős | Legjobb gonosz |
| - Christian Bale – Batman: Kezdődik! - Jessica Alba – Fantasztikus Négyes - Daniel Radcliffe – Harry Potter és a Tűz Serlege - Kate Beckinsale – Underworld: Evolúció - Ewan McGregor – Star Wars III. rész – A Sith-ek bosszúja                                                             | - Hayden Christensen – Star Wars III. rész – A Sith-ek bosszúja - Cillian Murphy – Batman: Kezdődik! - Ralph Fiennes – Harry Potter és a Tűz Serlege - Tilda Swinton – Narnia Krónikái: Az oroszlán, a boszorkány és a ruhásszekrény - Tobin Bell – Fűrész II. |
| Legjobb csók | Legjobb harc |
| - Jake Gyllenhaal és Heath Ledger – Brokeback Mountain – Túl a barátságon - Taraji P. Henson és Terrence Howard – Nyomulj és nyerj - Anna Faris és Chris Marquette – Csak barátok - Angelina Jolie és Brad Pitt – Mr. és Mrs. Smith - Rosario Dawson és Clive Owen – Sin City – A bűn városa | - Angelina Jolie vs. Brad Pitt – Mr. és Mrs. Smith - King Kong vs. repülők – King Kong - Stephen Chow vs. fejszés banda – A pofonok földje - Jonah Hill vs. James Franco és Seth Rogen – Itt a vége - Ewan McGregor vs. Hayden Christensen – Star Wars III. rész – A Sith-ek bosszúja                                                                                        |
| Legjobb szarrá ijedt alakítás | Legjobb csapat |
| - Jennifer Carpenter – Ördögűzés Emily Rose üdvéért - Rachel Nichols – A rettegés háza - Derek Richardson – Motel - Paris Hilton – Viasztestek - Dakota Fanning – Világok harca | - Annasophia Robb és Winn-Dixie – Egy kutya miatt - Daniel Radcliffe, Emma Watson és Rupert Grint – Harry Potter és a Tűz Serlege - Seann William Scott, Jessica Simpson és Johnny Knoxville – Hazárd megye lordjai - Steve Carell, Paul Rudd, Seth Rogen és Romany Malco – 40 éves szűz - Ioan Gruffudd, Chris Evans, Jessica Alba és Michael Chiklis – Fantasztikus Négyes |
| Leghumorosabb alakítás | mtvU Student Filmmaker Award |
| - Steve Carell – 40 éves szűz - Owen Wilson – Ünneprontók ünnepe - Adam Sandler - Csontdaráló - Tyler Perry - Családi gubancok - Vince Vaughn - Ünneprontók ünnepe | - Joshua Caldwell – A Beautiful Lie (Fordham University) - Sean Mullin – Sadiq (Columbia Egyetem) - Stephen Reedy – Undercut (Diablo Valley College) - Jarrett Slavin – The Spiral Project (University of Michigan) - Landon Zakheim - The Fabulous Felix McCabe (Emerson College)                                                                                           |

### Silver Bucket of Excellence
- Szemet szemért

### MTV Generation Award
- Jim Carrey